# AFC溫布頓
AFC溫布頓是一間英格蘭職業足球會，同時隸屬「倫敦足球總會」（London Football Association）及「薩里郡足球總會」（Surrey County Football Association），以默頓區的温布尔登（Wimbledon）的普柳徑為基地。
2002年，當英格蘭足球總會批准溫布頓足球會搬遷到白金汉郡新市鎮米尔顿凯恩斯後建立，溫布頓的支持者為反對搬遷而創立屬於自己的AFC溫布頓。對於將溫布頓移植到米尔顿凯恩斯，大部分的溫布頓球迷感到球會不再代表温布尔登社區的傳統及遺產，因此轉而建立的新球隊AFC溫布頓。
當AFC溫布頓成立時，球隊參加「聯合郡制足球聯賽超聯組」（United Counties Football League Premier Division），其後於7個球季內取得4次升班，期間連續78場聯賽取得不敗，是英格蘭高級足球賽事至今的一項紀錄。球隊於2008/09年球季贏得英格蘭足球議會南部聯賽冠軍，而升班至非聯賽最高級別的議會全國聯賽。其後球會於2011年透過附加賽於加時賽後憑互射十二碼擊敗盧頓升班至英格蘭足球乙級聯賽參賽，五年後再透過勝出附加賽升班至英格蘭足球甲級聯賽。
原附屬於溫布頓足球會的女子隊，於2003年球季結束後轉投AFC溫布頓，成為AFC溫布頓女子隊（AFC Wimbledon Ladies），除一隊外，球隊亦有成立男女子青少年隊，由19歲以下直到8歲以下等10個級別。

## 所有權及法律地位
AFC溫布頓的控股公司是「AFCW PLC」，而其背後的母公司是「頓斯基金」（The Dons Trust，簡稱DT），是一個球迷團體承諾持有75%或以上「AFCW PLC」的投票權以全權控制AFC溫布頓。「AFCW PLC」的股份資本包括500萬股面值1便士普通股及500萬股面值1便士的普通A股，500萬股普通股已全數配售，並由「頓斯基金」持有，每股有3票投票權；而有240萬股普通A股於2003年配售予球迷與投資人，每股只有1票投票權，融資約140萬英鎊收購京士美度球場（Kingsmeadow）的租約。
「頓斯基金」成立於2002年，以「商業工會」（Industrial and Provident Society）形式在「英國金融服務局」（Financial Services Authority，簡稱FSA）以「溫布頓足球會球迷會有限公司」（Wimbledon Football Club Supporters' Society Limited）的名義註冊，其名字容易與「溫布頓獨立球迷會」（Wimbledon Independent Supporters Association，簡稱WISA）混淆，成立於1995年與官方球迷會抗衡反對球隊搬遷，及其後爭取球隊返回原駐地，是首個支持成立AFC溫布頓的溫布頓球迷團體，惟一直完全獨立於球會的體制之外。

## 大事紀年

球队历年联赛成绩示意图

| 年 份   | 事 項                                                                                        |
| ------- | -------------------------------------------------------------------------------------------- |
| 2002-03 | 參加聯合郡制足球聯賽超聯組（Combined Counties League Premier Division）《第九級別》          |
| 2003-04 | 聯合郡制足球聯賽超聯組冠軍，升上依斯米安聯賽甲組（Isthmian League Division One）《第八級別》 |
| 2004-05 | 依斯米安聯賽甲組冠軍，升上依斯米安聯賽超聯組（Isthmian League Premier Division）《第七級別》 |
| 2007-08 | 依斯米安聯賽超聯組第三名，升上議會南部聯賽（Conference South）《第六級別》                   |
| 2008-09 | 議會南部聯賽冠軍，升上議會全國聯賽（Conference National）《第五級別》                        |
| 2010-11 | 議會全國聯賽附加賽冠軍，升上英乙《第四級別》                                                 |
| 2015-16 | 英乙附加賽冠軍，升上英甲《第三級別》                                                         |
| 2021-22 | 英甲第二十三名，降至英乙《第四級別》                                                         |

## 主場球場

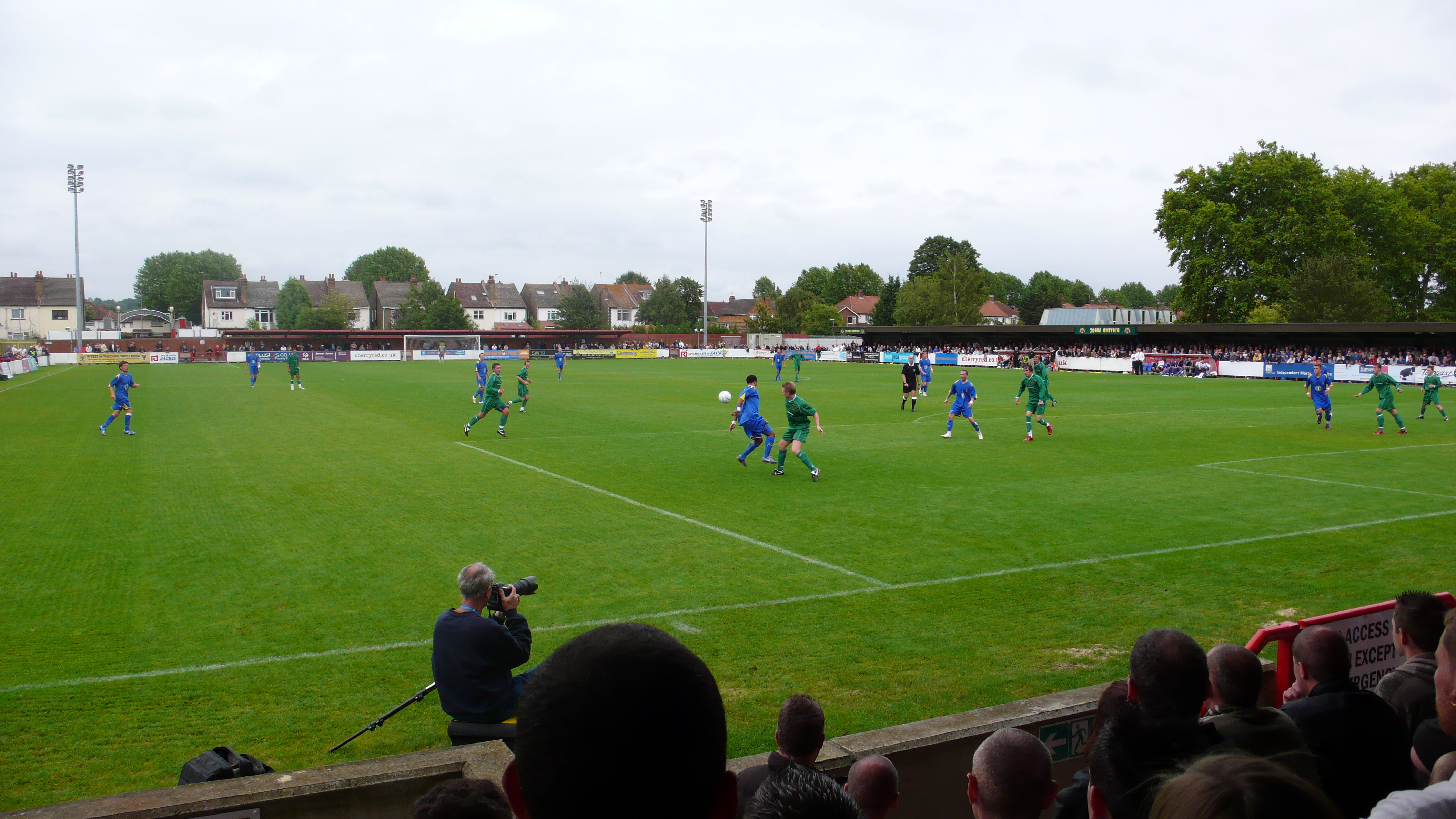
京士美度球場

從球會於2002年成立開始，曾與京士頓人足球會（Kingstonian F.C.）達成協議，以租用的方式共同使用位於英格蘭大倫敦泰晤士河畔京士頓區诺比顿（Norbiton）的京士美度球場（Kingsmeadow），並獲冠名贊助稱為「櫻桃紅唱片球場」（Cherry Red Records Stadium），球場可容4,850名觀眾，當中2,265個為坐席。球會於2003年夏天正式買入球場，成為球場的業主，但仍然容許京士頓人足球會租用球場。球迷會於2015年11月投票通過向切尔西足球俱乐部售出京士美度球場，以協助球會於溫布頓足球會原所在地默頓區興建新球場。
2013年，AFC溫布頓與默頓區議會展開把距離溫布頓足球會的前主場，已拆除的普柳徑，約250米的溫布頓賽狗場及鄰近樓宇重建成為足球場的討論。議會於2015年12月10日通過重建溫布頓賽狗場的計畫，並於2017年12月13日與AFC溫布頓和發展商簽下重建合同。重建工程於2018年3月16日正式開始，原訂於2019年夏季竣工，但經歷延誤後延至2020年10月。球場地皮的擁有權於2018年12月24日正式轉至AFC溫布頓名下。
2020年8月，球場工程因新冠疫情而延遲竣工，AFC溫布頓與女王公园巡游者達成臨時租用協議，租借後者主場洛夫特斯路球場以應付2020-21年賽季頭數月的比賽。
2020年11月3日，新落成的普柳徑迎來第一場比賽，由於疫情關係閉門作賽，最終AFC溫布頓以2-2被唐卡斯特流浪逼和。2021年5月18日，溫布頓為預備球迷於2021-22賽季重返觀眾席，與利物浦U23進行友誼賽，以測試球場運作。這場比賽是普柳徑落成後第一次有觀眾的比賽，總計2000人入場。AFC溫布頓最終以1-3敗北。

## 榮譽
隨著溫布頓足球會搬遷到米尔顿凯恩斯並更名米尔顿凯恩斯足球俱乐部後，溫布頓早年贏得的榮譽如何處置惹起爭議。溫布頓球迷辯稱球隊奪得的錦標是屬於温布尔登社區，應該歸還社區保存。AFC溫布頓贊同榮譽屬於球迷所有，在官網中宣稱：
|                           | AFC溫布頓的支持者相信本會是延續1889年建立的溫布頓舊中央（Wimbledon Old Centrals）的精神及支持溫布頓足球會的存在直到2002年5月。我們深信一間球會不單是控制球隊的法律實體，亦是球迷與球員為建立相同目標而成立的社區。因此我們重現相信是在我們的社區，由永遠是「我們的」球會所獲取的榮譽。 |
| ——AFC溫布頓，官網上的聲明 | |

2006年10月米尔顿凯恩斯足球俱乐部、米爾頓凱恩斯球迷會（MK Dons Supporters Association）、溫布頓獨立球迷會（Wimbledon Independent Supporters Association）及足球迷聯會（Football Supporters Federation）達成協議，將溫布頓足球會所贏得的英格蘭足總盃複製獎盃及所有溫布頓遺物移交大倫敦默頓區保管，溫布頓的商標及網站的域名亦轉到默頓區名下。同時亦同意所有關於米爾頓凱恩斯的紀錄應由2004年8月7日，首場以米爾頓凱恩斯名義進行的聯賽當日開始計算。取得相關協議後，足球迷聯會宣佈接納米爾頓凱恩斯球迷會成為會員，亦停止呼籲其他球迷會杯葛米爾頓凱恩斯的賽事。溫布頓的複製獎盃及紀念品於2007年8月2日送返默頓區。
以下只列出由AFC溫布頓獲得的榮譽，有關溫布頓足球會獲得的榮譽可參看溫布頓足球會#榮譽。
- 英格蘭足球議會聯賽
  - 議會全國聯賽
    - 附加賽冠軍（1）：2010/11年；

  - 議會南部聯賽
    - 冠軍（1）：2008/09年；
- 英格蘭足球依斯米安聯賽
  - 依斯米安聯賽超聯組
    - 附加賽冠軍（1）：2007/08年；

  - 依斯米安聯賽甲組
    - 冠軍（1）：2004/05年；
- 聯合郡制足球聯賽
  - 聯合郡制聯賽超聯組
    - 冠軍（1）：2003/04年；

  - 聯合郡制聯賽超聯組挑戰盃
    - 冠軍（1）：2003/04年；
- 薩里高級盃
  - 冠軍（1）：2004/05年；

## 外部連結
- 官方网站
- The Dons Trust（页面存档备份，存于）
- The Fans' Stadium
- Womble Underground Press Fanzine Forum
- Wimbledon Independent Supporters Association
- AFCDons.net - Comprehensive Stats & Quick access to all the latest team information（页面存档备份，存于）
- Vital Wimbledon - Latest AFC Wimbledon news Vital Football
- Tears of joy as AFC Wimbledon prove they are in the wider interest of football（页面存档备份，存于） - Guardian article about history of club